# Нојберг (Хесен)
Нојберг (њем. Neuberg) општина је у њемачкој савезној држави Хесен. Једно је од 28 општинских средишта округа Мајн-Кинциг. Према процјени из 2010. у општини је живјело 5.224 становника. Посједује регионалну шифру (AGS) 6435020.

## Географски и демографски подаци
Нојберг се налази у савезној држави Хесен у округу Мајн-Кинциг. Општина се налази на надморској висини од 122 – 189 метара. Површина општине износи 10,5 km². У самом мјесту је, према процјени из 2010. године, живјело 5.224 становника. Просјечна густина становништва износи 496 становника/km².